# Proeme bucki
Proeme bucki là một loài bọ cánh cứng trong họ Cerambycidae.